# آلتامونت (ایلینوی)
آلتامونت، ایلینوی (به انگلیسی: Altamont, Illinois) یک شهر در ایالات متحده آمریکا با جمعیت ۲٬۳۱۹ نفر است که در ایلی‌نوی واقع شده‌است.

## موقعیت جغرافیایی
موقعیت جغرافیایی شهرها و مناطق اطراف به شرح زیر است: